# Eric Williams (cestista 1984)
Eric Williams (Francoforte sul Meno, 26 marzo 1984) è un ex cestista statunitense naturalizzato bulgaro.

## Carriera
Il suo robusto fisico (alto 206 cm per 128 kg), gli permette di svolgere alla perfezione il suo ruolo, duellando con maggiore facilità sotto canestro, anche con grandi centri avversari, chiudendo spesso le azioni d'attacco con imponenti schiacciate. Inoltre, è anche un ottimo rimbalzista, sia difensivo che offensivo.
Dopo l'uscita dal college, avvenuta nel 2006, approda in Italia per disputare un campionato in Serie A alla Pallacanestro Cantù. Prosegue la sua carriera nel massimo campionato italiano vestendo per un biennio la canotta dell'Air Avellino contribuendo alla conquista della Coppa Italia 2008, la prima nella storia del club irpino. Dopo l'esperienza avellinese viene ingaggiato, sempre in Serie A, dalla Scavolini Spar Pesaro con cui mette a referto 14,7 punti e 8,1 rimbalzi di media a gara. Nell'estate 2010 si accorda con la neopromossa Brindisi, ma già nel mese di settembre rescinde consensualmente il contratto con la società pugliese. L'8 ottobre si accorda con la Pepsi Caserta dove gioca 28 partite segnando 310 punti prima di passare nel giugno 2012 alla Reyer Venezia.
Il 27 dicembre rescinde consensualmente il contratto con la Reyer Venezia.

## Palmarès

### Squadra
- Coppa Italia: 1

Avellino: 2008

### Individuale
- McDonald's All-American Game: 1

Wake Forest-Rolesville High School: 2002